# Belgrandiella fontinalis
Belgrandiella fontinalis is een slakkensoort uit de familie van de Hydrobiidae. De wetenschappelijke naam van de soort is voor het eerst geldig gepubliceerd in 1847 door F.J. Schmidt.